# Choles de Tumbalá
Choles de Tumbalá är en ort i Mexiko.   Den ligger i kommunen Palenque och delstaten Chiapas, i den sydöstra delen av landet, 800 km öster om huvudstaden Mexico City. Choles de Tumbalá ligger 43 meter över havet och antalet invånare är 211.
Terrängen runt Choles de Tumbalá är platt. Runt Choles de Tumbalá är det ganska glesbefolkat, med 34 invånare per kvadratkilometer. Närmaste större samhälle är Palenque, 14,6 km sydväst om Choles de Tumbalá. Omgivningarna runt Choles de Tumbalá är en mosaik av jordbruksmark och naturlig växtlighet.